# Ала ад-дин Масуд-шах
Ала ад-дин Масуд-шах (? — 1246) — султан Дели с 1242 года из мамлюкской династии.

## Биография
Был сыном Рукн ад-дина Фируз-шаха I, второго сына султана Илтутмиша. После смерти отца в 1236 году не участвовал в политических интригах. В 1242 году после убийства султана Бахрам-шаха влиятельные эмиры «Союза Сорока» объявили султаном Масуд-шаха.
Однако засилье тюркской знати, фактически номинальная власть султана и постоянные интриги привели к ослаблению государства: Туграл Туган-хан стал фактическим правителем Бихара и Бенгалии, Кабир-хан Айяз — Мултана, его сын Абу-Бакр — Уча. В 1245 году Мултан был захвачен Сайф ад-дином Карлугом. Верхний Пенджаб был опустошён монголами, а затем занят гаккарамами.
В 1246 году монголы во главе с Мангутахом захватили Мултан и осадили Уч, однако султанская армия сумела оттеснить их из Пенджаба. Также султанская власть была восстановлена в Синде. Однако слабость султана Масуд-шаха, его неспособность противодействовать внешней угрозе и усиление влияния эмира Гийаса ад-дина Балбана привели к мятежу, в результате которого султан был убит. Новым султаном эмиры сделали двоюродного брата покойного — Насир ад-дина Махмуда.